# 12. Sinfonie (Mozart)
Die Sinfonie G-Dur Köchelverzeichnis 110 (75b) komponierte Wolfgang Amadeus Mozart im Jahr 1771 in Salzburg. Nach der Alten Mozart-Ausgabe trägt die Sinfonie die Nummer 12.

## Allgemeines

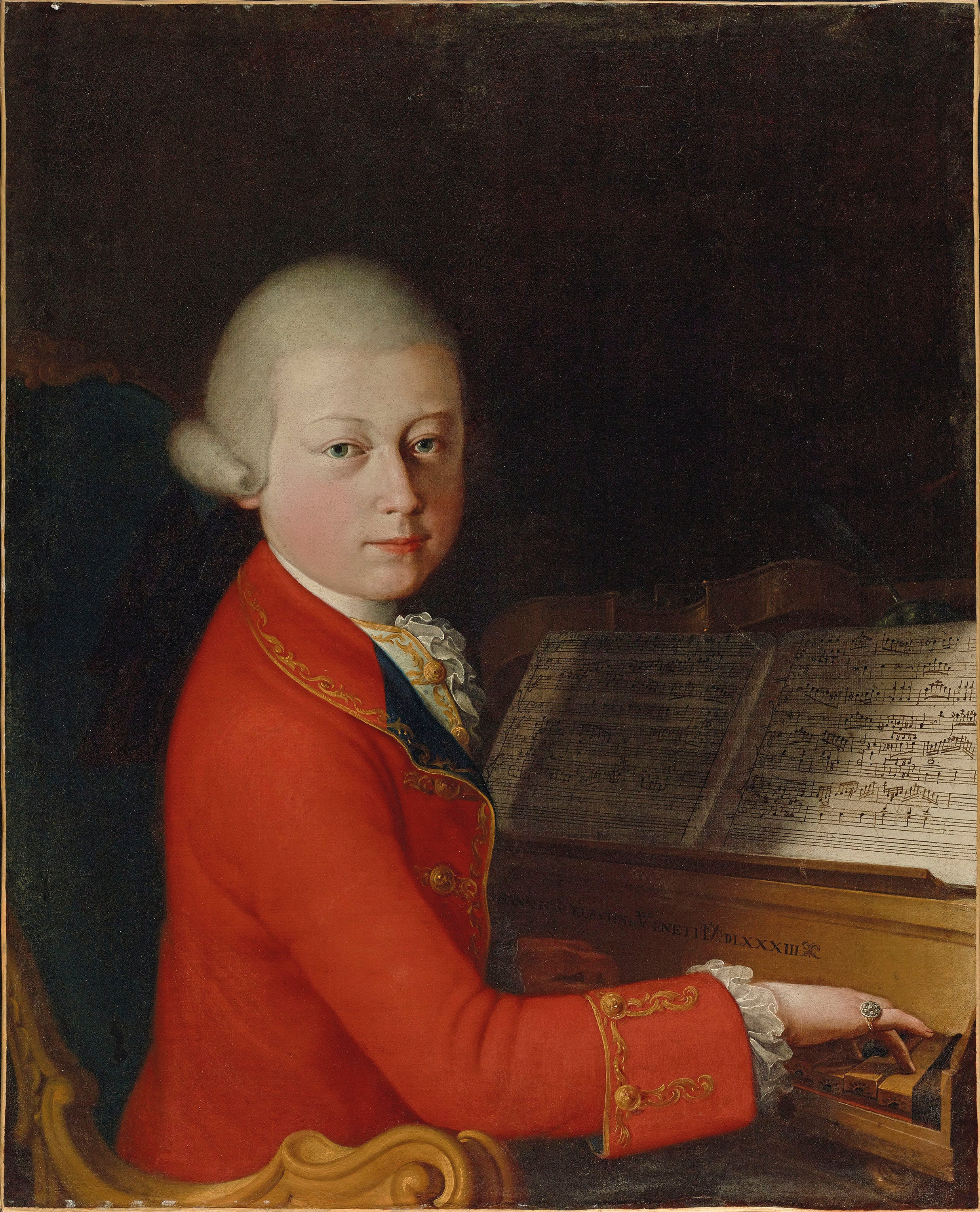
Gemälde Mozarts von Saverio dalla Rosa, Januar 1770

Mozart komponierte die Sinfonie Köchelverzeichnis (KV) 110 im Juli 1771 in Salzburg in der Zeit zwischen der ersten und zweiten Italienreise. Das Autograph trägt die Aufschrift: „Sinfonia del Sgr. Cavaliere Amadeo Wolfg. Mozart in Salisburgo nel Luglio 1771.“
Im Vergleich mit den früheren Sinfonien zeigt KV 110 einen „Entwicklungsschub“ in Mozarts Sinfonieschaffen:
- Es handelt sich um eine „ausgewachsene“[3] Konzertsinfonie mit einem Menuettsatz, Wiederholung beider Teile in den Ecksätzen und einem mit 157 Takten relativ langen Eröffnungssatz (die Kopfsätze früherer Sinfonien waren meist deutlich kürzer); ähnlich bei den zeitnah entstandenen Sinfonien KV 112 und KV 114.
- Auftreten von Kontrapunktik in allen Sätzen, insbesondere im Menuett. Möglicherweise zeigt sich hierin eine Beeinflussung durch Padre Martini, bei dem Mozart während seiner ersten Italienreise im Kontrapunkt unterrichtet wurde.[1][2]
- Der erste Satz entspricht bereits weitgehend dem, was später als typische Sonatensatzform bekannt werden sollte, jedoch kann das Schema der Sonatensatzform nur eingeschränkt auf ein Werk von 1771 angewandt werden (s. u.).

## Zur Musik
Besetzung: zwei Oboen, zwei Querflöten (diese nur im zweiten Satz), zwei Hörner in G, zwei Violinen, Viola, Cello, Kontrabass. Im zweiten Satz sind zudem zwei Fagotte separat notiert, die entsprechend der damals üblichen Aufführungspraxis wahrscheinlich (sofern im Orchester vorhanden) ebenso wie das Cembalo auch bei den anderen Sätzen zur Verstärkung der Bass-Stimme (bzw. beim Cembalo als Generalbass-Instrument) eingesetzt wurden.
Aufführungszeit: ca. 18 Minuten.
Bei den hier benutzten Begriffen in Anlehnung an die Sonatensatzform ist zu berücksichtigen, dass dieses Schema in der ersten Hälfte des 19. Jahrhunderts entworfen wurde (siehe dort) und von daher nur mit Einschränkungen auf die Sinfonie KV 110 übertragen werden kann. – Die hier vorgenommene Beschreibung und Gliederung der Sätze ist als Vorschlag zu verstehen. Je nach Standpunkt sind auch andere Abgrenzungen und Deutungen möglich.

### Erster Satz: Allegro
G-Dur, 3/4-Takt, 157 Takte
Die Audiowiedergabe wird in deinem Browser nicht unterstützt. Du kannst die Audiodatei herunterladen.
Der Satz eröffnet mit einem kräftigen, aufstrebenden Thema im Forte mit stimmführenden Violinen und Oboen. Charakteristisch ist die Betonung des tief liegenden Grundtons mit anschließendem Intervallsprung über eine Dezime bzw. Undezime aufwärts. Bass und Viola begleiten in Achteln als „Trommelbass“ und verstärken so den fließenden Charakter des Themas. Dieses ist achttaktig mit Bausteinen aus 2 + 2 + 4 Takten und wird wiederholt (Takt 1–16). In der Überleitung (Takt 17 ff.) greift Mozart diese Gliederung auf, jedoch in Verkleinerung auf Motiveinheiten aus 1 + 1 + 2 Takte und ab Takt 25 in weiterer Verkürzung auf 2 + 2 Takte.
Beim zweiten Thema (Takt 36 ff., D-Dur), das man sich aufgrund des Rhythmus ggf. aus dem ersten Thema abgeleitet denken kann, sind wiederum die Violinen mit den Oboen stimmführend – nun aber erstmals im Satz im Piano. Es kontrastiert zudem durch seinen wiegenden, sanglichen Charakter und die fehlende durchlaufende Achtelbewegung im Bass zum vorigen Geschehen. Das Thema ist viertaktig aufgebaut und wird wiederholt. Es folgt ab Takt 45 als Beginn der Schlussgruppe eine Tremolo-Passage mit durchlaufendem, zweitaktigem Bassmotiv, die in den erneute Auftritt des ersten Themas (nun in D-Dur) mündet. Die Exposition endet nach einer weiteren Tremolo-Passage mit gebrochenen Akkorden in Synkopen in Takt 69 mit Akkordschlägen auf D-Dur.
Der folgende Abschnitt („Durchführung“) ist nur für Streicher im Piano gehalten und erinnert mit seinem ruhig-sanglichen Charakter an das zweite Thema. Die Streicher spielen versetzt und rhythmisch variiert eine fallende Figur in gleichmäßiger, z. T. abgesetzter Viertelbewegung (erinnert wiederum an das zweite Thema), so dass der Eindruck eines mehrstimmigen Geflechtes entsteht. Die Rückführung zur Reprise erfolgt mit der Tremolopassage und dem „laufenden“ Bass analog Takt 45 ff.
Die Reprise (Takt 93 ff.) ist überwiegend ähnlich der Exposition strukturiert. Jedoch ist die Überleitung zum zweiten Thema dahingehend verändert, dass die in der Exposition nacheinander gespielten Bausteine (Sechzehntelbewegung abwärts + gebrochener Akkord in Vierteln) nun parallel gespielt werden. Exposition sowie Durchführung und Reprise werden wiederholt.

### Zweiter Satz: Andante
C-Dur, 2/2-Takt (Alla breve), 52 Takte, zwei Flöten anstelle der Oboen, Hörner schweigen
Die Audiowiedergabe wird in deinem Browser nicht unterstützt. Du kannst die Audiodatei herunterladen.
Die Streicher beginnen den Satz, der neben seiner Sanglichkeit durch die Verwendung von Kontrapunktik in den beiden Hauptthemen gekennzeichnet ist: beim ersten Thema (Takt 1–5, C-Dur) spielen die Violinen die Bausteine des Themas versetzt, beim zweiten Thema (Takt 10–14, G-Dur) 2. Fagott und 1. Violine einerseits gegenüber 1. Fagott und 2. Violine andererseits. In der Überleitung vom ersten zum zweiten Thema (Takt 5–9) mit einem zweitaktigen Motiv treten erstmals die Bläser begleitend auf. In der Schlussgruppe (Takt 14 ff.) spielen die Flöten mit den Violinen zunächst ein Motiv mit chromatischem Vorhalt, dann eines mit versetzt gespieltem Auftakt. Der erste Teil (Exposition) endet in Takt 22 und wird wiederholt.
Nach einem achttaktigen Überleitungsabschnitt (variierte Wiederholung einer viertaktigen Passage) mit einem Auf- und Ab-Motiv der Violinen folgt ab Takt 31 die Reprise, die strukturell der Exposition entspricht (veränderte Instrumentierung z. B. beim zweiten Thema). Auch der zweite Teil wird wiederholt.

### Dritter Satz: Menuetto
G-Dur, 3/4-Takt, 40 + 20 Takte
Die Audiowiedergabe wird in deinem Browser nicht unterstützt. Du kannst die Audiodatei herunterladen.
Der erste Teil des Menuetts ist ein zweistimmiger Kanon, bei dem Viola und Bass um einen Takt versetzt zu den Violinen einsetzen. Der zweite Teil spinnt zunächst die Hauptmelodie fort, ehe eine kontrastierende zwischenspielartige Passage für Streicher folgt. Diese wird variiert im Forte-Tutti wiederholt und mündet dann in Takt 29 wieder in das Anfangsthema.
Das Trio in e-Moll (Tonikaparallele zu G-Dur) ist nur für Streicher im Piano gehalten und durch chromatische, seufzerartige Vorhalte gekennzeichnet.
Die Audiowiedergabe wird in deinem Browser nicht unterstützt. Du kannst die Audiodatei herunterladen.

### Vierter Satz: Allegro
G-Dur, 2/4-Takt, 132 Takte
Die Audiowiedergabe wird in deinem Browser nicht unterstützt. Du kannst die Audiodatei herunterladen.
Das Hauptthema (Refrain) mit imitatorischem Beginn zwischen den Violinen / Oboen und Viola / Bass ist im Stil einer Gavotte gehalten. Der als Rondo angelegte Satz enthält zwei Couplets, zwischen die jeweils der Refrain eingeschaltet ist. Das erste Couplet (Takt 17–32) ist recht kurz und besteht anfangs aus einer leicht chromatischen Fortspinnung des Refrains, der dann auch in als Variante in der Dominante D-Dur auftritt. Das zweite Couplet (Takt 49–88) ist dagegen deutlich länger und aus zwei jeweils wiederholten Teilen angelegt. Es kontrastiert durch den Wechsel nach g-Moll und Passagen im Pizzicato-Unisono der Streicher zum vorigen Geschehen.
Die Wiederholungen von Refrain 2 (Takt 33–48) und Refrain 3 (Takt 89–104) hat Mozart nicht ausgeschrieben, sondern es durch den Hinweis „Da capo“ den Ausführenden freigestellt, die Wiederholungen auszuführen oder den Refrain nur einmal zu spielen. Der Satz schließt mit einer Coda, die das Hauptthema ein viertes Mal aufgreift.